# Xã Ottercreek, Quận Dixon, Nebraska
Xã Ottercreek (tiếng Anh: Ottercreek Township) là một xã thuộc quận Dixon, tiểu bang Nebraska, Hoa Kỳ. Năm 2010, dân số của xã này là 235 người.